# Oranjestad (Aruba)

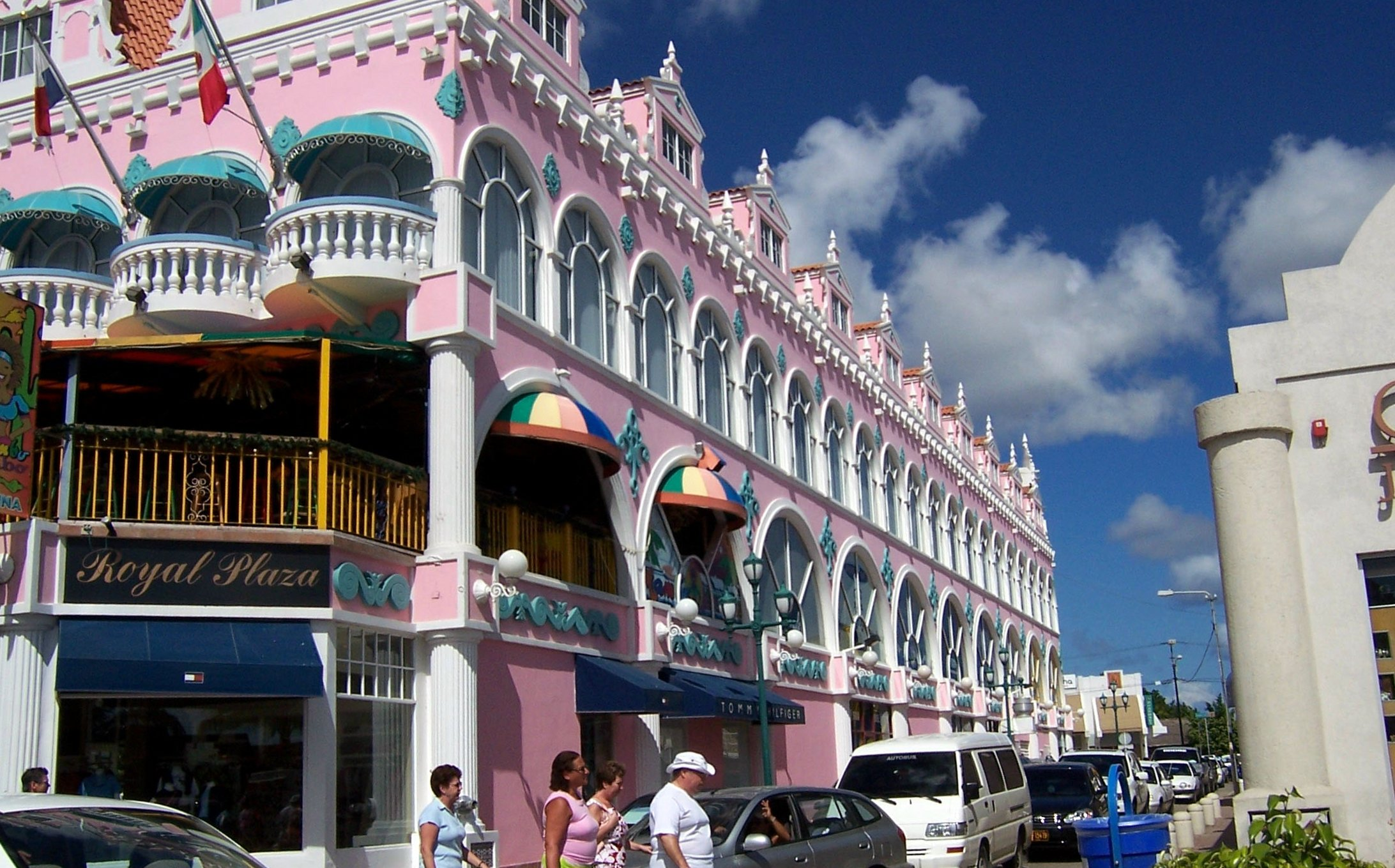
Vista d'Oranjestad

Oranjestad (en anglès, Orangetown) és la capital i la ciutat més important d'Aruba. És a la costa sud, prop de confí occidental de l'illa. En papiament, la llengua local, sovint es fa referència a Oranjestad com a "Playa".

## Educació
Oranjestad és la seu de la Universitat d'Aruba, que ofereix estudis de dret i econòmiques, i de l'institut de secundària més gran de l'illa (Colegio Arubano). Totes dues institucions funcionen segons el sistema neerlandès. Molts estudiants es matriculen a universitats neerlandeses per a fer estudis de grau o de postgrau. A Oranjestad també hi ha l'All Saints University of Medicine, una facultat de medicina regida pel sistema nord-americà. Totes les classes són en anglès.